# Bengt Olof af Geijerstam
Bengt Olof af Geijerstam, född 1944 i Norrköping är en svensk fotograf.

## Biografi
Bengt af Geijerstam började med uppdrag i pop- och musikvärlden och gjorde skivomslag för olika band till exempel Stevie Winwoods grupp Traffic. Efter poptiden följde en mängd reportage i kultursektorn för Veckojournalen, sedermera Månadsjournalen. 1967 började ett samarbete med tidningen Vi som varade till 2004.
Bengt af Geijerstam har medverkat i styrelsen för Foto- och Författarsektionen inom Svenska Fotografers Förbund i flera omgångar sedan 1970 och medverkat i Bildkonstnärsfondens beredningsutskott som sakkunnig. 

## Utmärkelser och utställningar
Bengt Olof af Geijerstam har erhållit Kiruna kommuns Borg-Mesch stipendium för boken ¨Än Strömmar Torne Älv'. Han har erhållit Stockholms läns landstings kulturstipendium och erhållit Skärgårdsstiftelsens Axel Sjöberg stipendium.
Han har medverkat i en mängd utställningar varav den största 2005: 'Över Stockholms vatten' på Kulturhuset, Stockholm.